# Srđan Todorović
Srđan Todorović, detto Zika (in serbo Срђан Тодоровић?; Belgrado, 28 marzo 1965), è un attore serbo.

## Biografia
Figlio dell'attore Bora Todorović e nipote dell'attrice Mira Stupica, oltre a essere un noto attore è stato anche un batterista nelle band Ekatarina Velika e Disciplina Kičme, nonché un membro del Radnička Kontrola e Bezobrazno Zeleno. Ha partecipato inoltre, come ospite per una o diverse puntate, a diversi programmi televisivi, la maggior parte serbi. Noto per aver recitato in due film di Emir Kusturica, Underground (1995) e Gatto nero, gatto bianco (1998). Ha interpretato Ratko, autista discromatopsico in Sivi kamion crvene boje ed è assurto nuovamente agli onori delle cronache per avere interpretato il protagonista Miloš nel lungometraggio torture porn A Serbian Film (2010).

## Filmografia

### Cinema
- A Est suonavano una canzone (Hey Babu Riba), regia di Jovan Acin (1986)
- Underground, regia di Emir Kusturica (1995)
- Gatto nero, gatto bianco (Crna mačka, beli mačor), regia di Emir Kusturica (1998)
- Tandem, regia di Lucio Pellegrini (2000)
- Jagoda - Fragole al supermarket (Jagoda u supermarketu), regia di Dušan Milić (2003)
- Sivi kamion crvene boje, regia di Srđan Koljević (2004)
- A Serbian Film (Srpski film), regia di Srđan Spasojević (2010)
- Montevideo, vidimo se! (Монтевидео, видимо се!), regia di Dragan Bjelogrlić (2014)

## Doppiatori italiani
- Christian Iansante in Gatto nero, gatto bianco, Jagoda - Fragole al supermarket
- Massimiliano Manfredi in Underground

## Discografia
Ha pubblicato diversi album con varie band serbe; ha inoltre partecipato come ospite a altri album.